# Ruissaarenaukko
Ruissaarenaukko är en fjärd i Finland. Den ligger i landskapet Egentliga Finland, i den sydvästra delen av landet, 200 km väster om huvudstaden Helsingfors. 
Ruissaarenaukko avgränsas av Kuivaluoto i norr, Ikähimo i öster, Kutkumaa i söder och Floore i väster.